# Brett Evans
Brett Evans (Joanesburgo, 8 de março de 1982) é um ex-futebolista sul-africano, zagueiro e meio-campista.
Ele foi jogador e fundador membro  do Ajax Cape Town, na Premier Soccer League.

## Carreira
Evans representou o elenco da Seleção Sul-Africana de Futebol no Campeonato Africano das Nações de 2008.